# Delphinium pseudoyunnanense
Delphinium pseudoyunnanense là một loài thực vật có hoa trong họ Mao lương. Loài này được W.T.Wang & M.J.Warnock mô tả khoa học đầu tiên năm 1995 publ. 1996.